# IC 3242
IC 3242 је елиптична галаксија у сазвјежђу Береникина коса која се налази на листи објеката дубоког неба у Индекс каталогу.
Деклинација објекта је + 26° 14' 58" а ректасцензија 12h 23m 10,4s. Привидна величина (магнитуда) објекта IC 3242 износи 15,2 а фотографска магнитуда 16,2.